# آندونی زوبیزارتا
آندونی زوبیزارِتا اورتا (به اسپانیایی: chii migi Andoni Zubizareta Urreta) دروازه‌بان تیم ملی فوتبال اسپانیا، در ۲۳ اکتبر سال ۱۹۶۱ در ویتوریا گاستیز اسپانیا به دنیا آمد. وی از سا۱۹۸۵ تا ۱۹۹۸ دروازه‌بانی تیم ملی فوتبال اسپانیا را بر عهده داشت.
این دروازه‌بان که متولد باسک می‌باشد، رکورد بیشترین بازی ملی در تیم اسپانیا را دارد او بازی فوتبال را با باشگاه خانگی خود آلاوز شروع کرد و در سال ۱۹۸۱ به آتلتیکو بیلبائو پیوست. وی اولین بازی ملی خود را در سال ۱۹۸۵ انجام داد، سال بعد به بارسلونا پیوست و در بازی‌های جام جهانی شرکت نمود، که در آنجا اسپانیا در یک‌هشتم در ضربات پنالتی مغلوب بلژیک شد او در جام جهانی ۱۹۹۰ نیز بازی کرد و عضو تیم قهرمان بارسلونا در جام اروپای ۱۹۹۲ بود. وی در فینال جام اروپا، مقابل آ.ث. میلان ۴ گل خورد و کمی بعد باشگاه را ترک کرد، سپس به والنسیا پیوست. او در دو جام جهانی دیگر نیز حضور داشت در جام ۱۹۹۴ اسپانیا در یک‌هشتم توسط ایتالیا حذف شد و همچنین در جام جهانی ۱۹۹۸، که آنها موفق به صعود از گروه خود نشدند.
آخرین سمت او در سال ۲۰۱۴ مدیر ورزشی باشگاه بارسلونا می‌باشد.